# Fonderia Barigozzi
La Fonderia Barigozzi, fondata nel 1806 come Fonderia Napoleonica Eugenia, era una storica fonderia della città di Milano, posta in località Fontana, presso l'ex convento della chiesa di Santa Maria alla Fontana, nel quartiere Isola.

## Storia

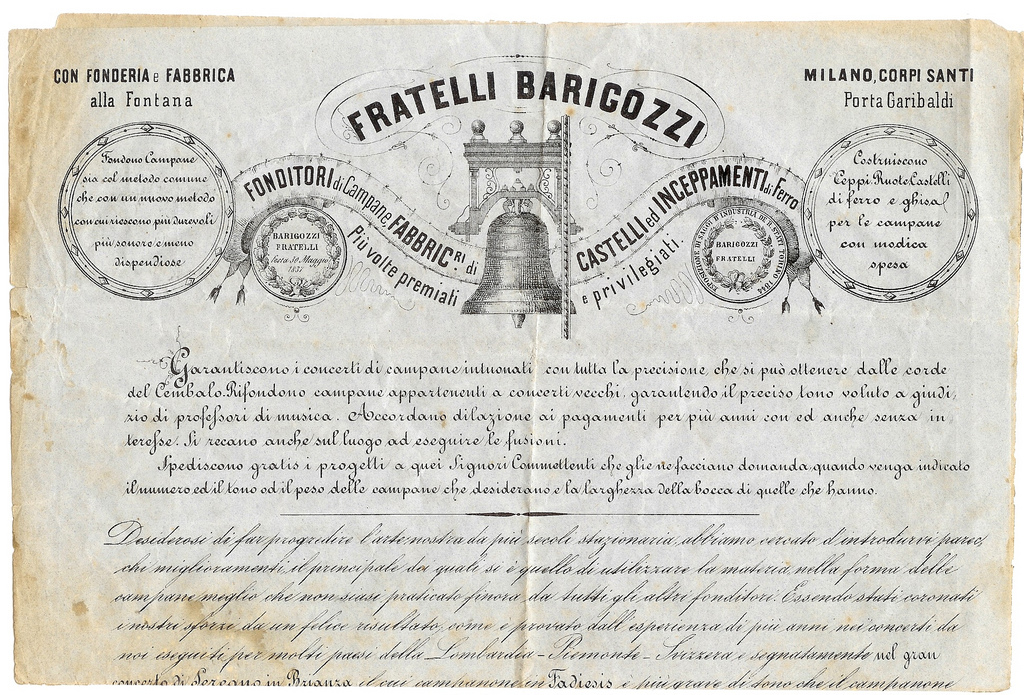
Storico documento pubblicitario che attesta il metodo Barigozzi (parte 1).

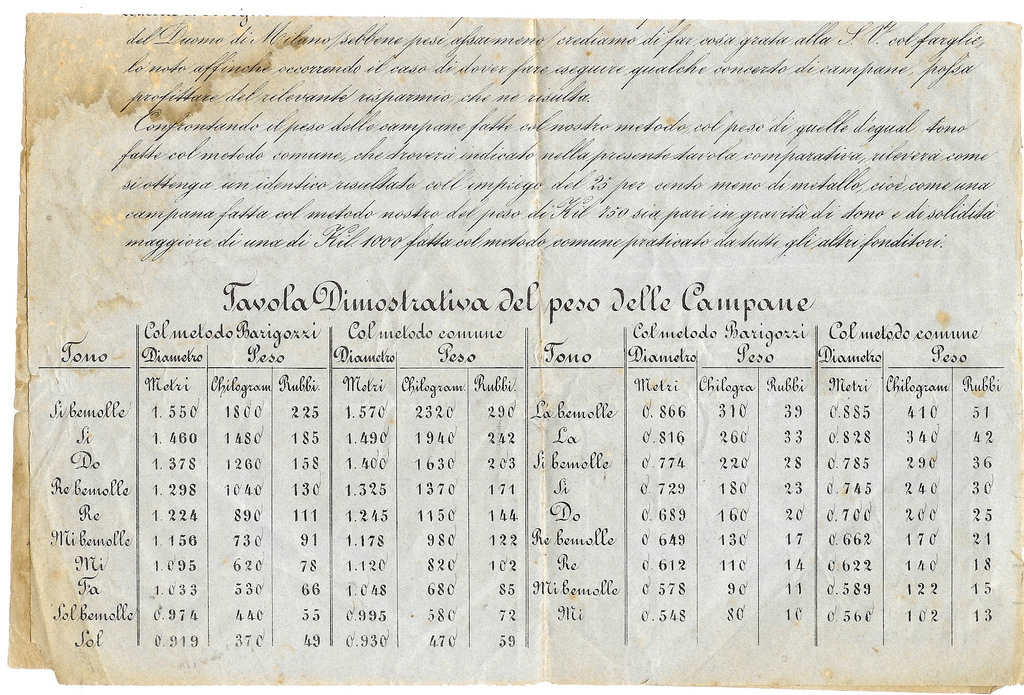
Storico documento pubblicitario che attesta il metodo Barigozzi (parte 2).

I Barigozzi erano una famiglia di origine veronese specializzata nella fusione di campane in bronzo. La fonderia fu attiva  dall'inizio del XIX secolo alla fine del XX dominando il mercato della fusione di campane sul territorio italiano e straniero.
Ermanno e Prospero, figli del capostipite Domenico che aveva un laboratorio presso Villafranca, cominciarono la attività fusoria gettando in bronzo cinque campane per il Santuario della Bozzola, a pochi chilometri della fonderia di Garlasco (PV) e nel 1841, un concerto di tre campane presso il Santuario della Beata Vergine del Boschetto di Dorno (PV); dopodiché cominciarono a sperimentare varie sagome, tra cui quella definita ultraleggera, capace di arrivare a fondere campane gravi con poco peso rispetto alle altre fonderie, facendo quindi risparmiare ai committenti parecchi soldi. Il risultato sonoro scadente portò gli eredi della fonderia, nel frattempo trasferitasi a Milano, a progettare una nuova sagoma. La succursale di Locarno (Canton Ticino) si aggregò a quella di Milano, e nel capoluogo meneghino venne sperimentata la sagoma che regalò diversi concerti pregevoli a tutta la Lombardia. Tra di essi i concerti di Rho (santuario), Corbetta, Vedano Olona (VA), Colnago di Cornate d'Adda, Robbiano di Giussano, Calò di Besana Brianza, Chiasso, Morbio Inferiore, Paderno Dugnano, Carate Brianza, Sartirana Briantea (santuario), Maresso di Missaglia, Albavilla. 
Fuori regione le campane della Basilica di San Marco a Venezia e del Duomo di Firenze.
Nel frattempo la ditta passa nelle mani di Silvio ed Ermanno Secondo. Oltre a fondere grandi concerti, fu incaricata da Ercole Rosa della fusione del monumento equestre a Vittorio Emanuele, in piazza Duomo a Milano, dei battenti del portone centrale del Duomo su disegno di Ludovico Pogliaghi  e numerose statue bronzee tra cui la statua di San Carlo Borromeo davanti al santuario di Rho.
Dopo la seconda guerra mondiale l’attività riprese con la produzione di campane per le missioni religiose in diversi paesi del mondo (Congo, Somalia, Kenya, Rodesia, India, Birmania, Giappone). Di particolare nota le campane per la Basilica dell'Annunciazione a Nazaret.
La fonderia, chiusa ufficialmente nel 1975, continuò a fondere sporadiche campane in subappalto presso la ditta di Roberto Mazzola in Valduggia (VC), con le sagome disegnate da Gian Luigi Barigozzi.